# Die Geierwally (2005)
Die Geierwally ist eine deutsche Literaturverfilmung von Peter Sämann aus dem Jahr 2005. Es handelt sich um die fünfte ernsthafte Verfilmung des Romans Die Geierwally von Wilhelmine von Hillern. Christine Neubauer spielt die Hauptrolle der Wally Flender, Siegfried Rauch und Martin Feifel sind in tragenden Rollen zu sehen.

## Handlung
Als Wally Flender ein verlassenes Adlerjunges retten will, wird sie von einem großen Adler angegriffen. Nur Joseph Grubers Geistesgegenwart ist es zu verdanken, dass nichts Schlimmeres passiert. Ihr Vater Franz Flender ist nicht damit einverstanden, dass Wally das junge Tier, das man Hansi tauft, aufziehen will. Alles gehöre an seinen Platz, erklärt er der kleinen Hanni Gruber, Joseph Grubers Tochter. Grubers Frau Liesel ist früh verstorben. Franz Flender hofft immer noch, dass aus seiner Tochter und Joseph, die einst zusammen waren, ein Paar wird. Wally verließ Gruber seinerzeit, um in der Stadt zu studieren. Flender erzählt Joseph, dass er eine Hypothek auf seinen Hof habe aufnehmen müssen. Die Wally wisse nichts davon. Wenn Wally und er wieder ein Paar würden, wäre allen geholfen. Joseph glaubt nicht daran, dass Wally ihren Widerstand gegen ihn aufgeben wird. Als Flender meint, sie habe ihm zu gehorchen, entgegnet Joseph, dass diese Zeiten schon längst vorbei seien.
Auf dem örtlichen Schützenfest kommt es zum Eklat, als Wally, von Joseph zum Tanz aufgefordert, sich widersetzt. Als sie davonläuft, ruft Joseph ihr unter allgemeinem Gelächter nach: „Dann leb doch mit Deinem Geier, Geierwally!“ Wally lehnt sich an eine Mauer und weint bitterlich, sie hat immer noch nicht verwunden, dass Joseph sich damals einer anderen Frau zuwandte. Zurück auf dem Hof, wird Wally von ihrem Vater erneut ins Gebet genommen, der sie zu einer Heirat mit dem Großbauern zwingen will und dabei so weit geht, auf seine Tochter einzuprügeln. Daraufhin packt Wally ihre Koffer und zieht sich auf eine kleine Almhütte hoch in den Bergen zurück. Ihr junger Adler folgt ihr. Zuvor lässt sie Joseph noch wissen, dass er den heimatlichen Hof gerne haben könne, sie allerdings werde er  niemals bekommen. Als Joseph ihr erklärt, dass es ihm nicht um den Hof ginge, der sei hochverschuldet und ihr Vater habe ihn um Hilfe gebeten, bezichtigt sie ihn der Lüge.
Joseph, der von seiner kleinen Tochter weiß, wo Wally sich aufhält, findet sie in der Nähe ihrer Hütte, wo sie auf der Wiese zusammengebrochen ist, da eine Wunde an ihrem Fuß sich stark entzündet hat. Seine angebotene Hilfe lehnt Wally erneut barsch ab. In der Folgezeit behandelt sie sich selbst mit gesammelten Kräutern, was auch anschlägt. Franz Flender hat, woran Joseph nicht unschuldig ist, inzwischen eingesehen, dass er bei seiner Tochter zu weit gegangen ist. Die Magd Veronika, die auf seinem Hof Dienst tut, bietet sich an, Wally seine Entschuldigung zu überbringen. Sie denkt aber gar nicht daran und spielt ein falsches Spiel. Sie erzählt dem Bauern, dass Wally gesagt habe, für sie sei er gestorben und begraben, und dem Joseph, den sie nur allzu gern selbst zum Mann hätte, erzählt sie ähnliche Lügen.
Kurz darauf, in einer besonders stürmischen Nacht, macht das schon lange kranke Herz von Franz Flender nicht mehr mit, er liegt im Sterben. Wally, die gespürt hat, dass etwas nicht stimmt, ist zu ihrem Vater geeilt. An seinem Totenbett kommt Veronikas Intrige heraus, man verweist sie des Hofes. Vater und Tochter können sich noch aussprechen, bevor der alte Bauer die Augen für immer schließt. Endlich finden auch Joseph und Wally zueinander.

## Produktionsnotizen und Hintergrund
Die Dreharbeiten fanden in Hinterstoder, Vorderstoder, Windischgarsten und Pyhrn Priel statt.
Produziert wurde der Film von der Ziegler Film GmbH & Co. KG (Berlin + Köln) in Co-Produktion mit der Wega Filmproduktionsgesellschaft mbH (Wien) im Auftrag von ARD Degeto Film (Frankfurt am Main).
Die Geierwally wurde am 7. Januar 2005 zur Hauptsendezeit im Ersten erstausgestrahlt.
Christine Neubauer, deren Idee die erneute Verfilmung war, bezeichnete die Verkörperung der Geierwally als ihre Traumrolle. Zum Film befragt, äußerte die Schauspielerin: „Wir wollten einen Heimatfilm mit großer Ernsthaftigkeit und Echtheit, ohne Tümelei, drehen.“ Neubauer ließ sich auch nicht doubeln, was sowohl die Arbeit im Stall als auch die Szenen in der Steilwand angeht, sowie die Arbeit mit den Raubvögeln. Darauf angesprochen, dass es sich im Film nicht um einen Geier, sondern einen Adler handle, erklärte die Schauspielerin: „Einen Geier gab es nie, das ist einfach der Tiroler Sprachgebrauch, der Raubvögel als „Geier“ zusammenfasst.“ Auch in der Urfassung hebe die Titelfigur ein Adlernest aus.
DVD
Am 7. Januar 2005 wurde der Film von der EuroVideo Medien GmbH auf DVD veröffentlicht.

## Kritik
Die Kritiker der Fernsehzeitschrift TV Spielfilm zeigten den Daumen nach unten und befanden: „Die Neubauer spielt stattlich, aber Rauch stirbt wie im Komödienstadel.“ Das Fazit lautete: „Starker Stoff, billig-banal neu verfilmt“.
Rainer Tittelbach von tittelbach.tv meinte, die Degeto vertraue auf die „Urkraft der Vorlage und die Vollweib-Qualitäten ihrer Hauptdarstellerin. Christine Neubauer [habe] nicht nur die richtigen Maße, sie [sei] auch mimisch die richtige Besetzung. “ Tittelbach befand, dass statt Dirndl zwar Jeans zum Einsatz kämen, es aber „sonst wenig neuzeitliches Beiwerk“ gebe.